# جايسون غرايمز
جايسون غرايمز (بالإنجليزية: Jason Grimes)‏ هو منافس ألعاب قوى أمريكي، ولد في 10 سبتمبر 1959.

## وصلات خارجية
- جايسون غرايمز على موقع الاتحاد الدولي لألعاب القوى (الإنجليزية)